# Blenio (distrikt)
Distretto di Blenio är ett av de åtta distrikten i kantonen Ticino i Schweiz. 

## Indelning
Distriktet består av tre kretsar (circoli) som vardera består av en kommun.
Kretsar:
- Acquarossa
- Malvaglia
- Olivone

Kommuner:
| Vapen      | Namn       | Invånare 2023-12-31 | Yta i km² | Krets      |
| ---------- | ---------- | ------------------- | --------- | ---------- |
| Acquarossa | Acquarossa | 1 823               | 61,78     | Acquarossa |
| Serravalle | Serravalle | 2 066               | 96,80     | Malvaglia  |
| Blenio     | Blenio     | 1 706               | 202,00    | Olivone    |

Samtliga kommuner i distriktet är italienskspråkiga.